# أخيضر بني الرأس
أخيضر بني الرأس (الاسم العلمي:Vireo leucophrys) (بالإنجليزية: Brown-capped Vireo)‏ هو نوع من الطيور يتبع جنس الأخيضر من الفصيلة الأخيضرية.